# Кыргыз-Ата
Кыргыз-Ата (кирг. Кыргыз-Ата) — село в Ноокатском районе Ошской области Кыргызстана. Входит в состав Кыргыз-Атинского айылного аймака.

## География
Село расположено в западной части области, на правом берегу реки Кыргыз-Ата, на расстоянии приблизительно 5 километров (по прямой) к юго-востоку от города Ноокат, административного центра района. Абсолютная высота — 1600 метров над уровнем моря.

## Население
Согласно оценочным данным Национального статистического комитета Кыргызской Республики, численность населения села на начало 2023 года составляла 6727 человек.
| год     | 2009 | 2014 | 2015 | 2020 | 2021 | 2023 |
| ------- | ---- | ---- | ---- | ---- | ---- | ---- |
| человек | 5377 | 5783 | 5953 | 6454 | 6538 | 6727 |